# Tridimita

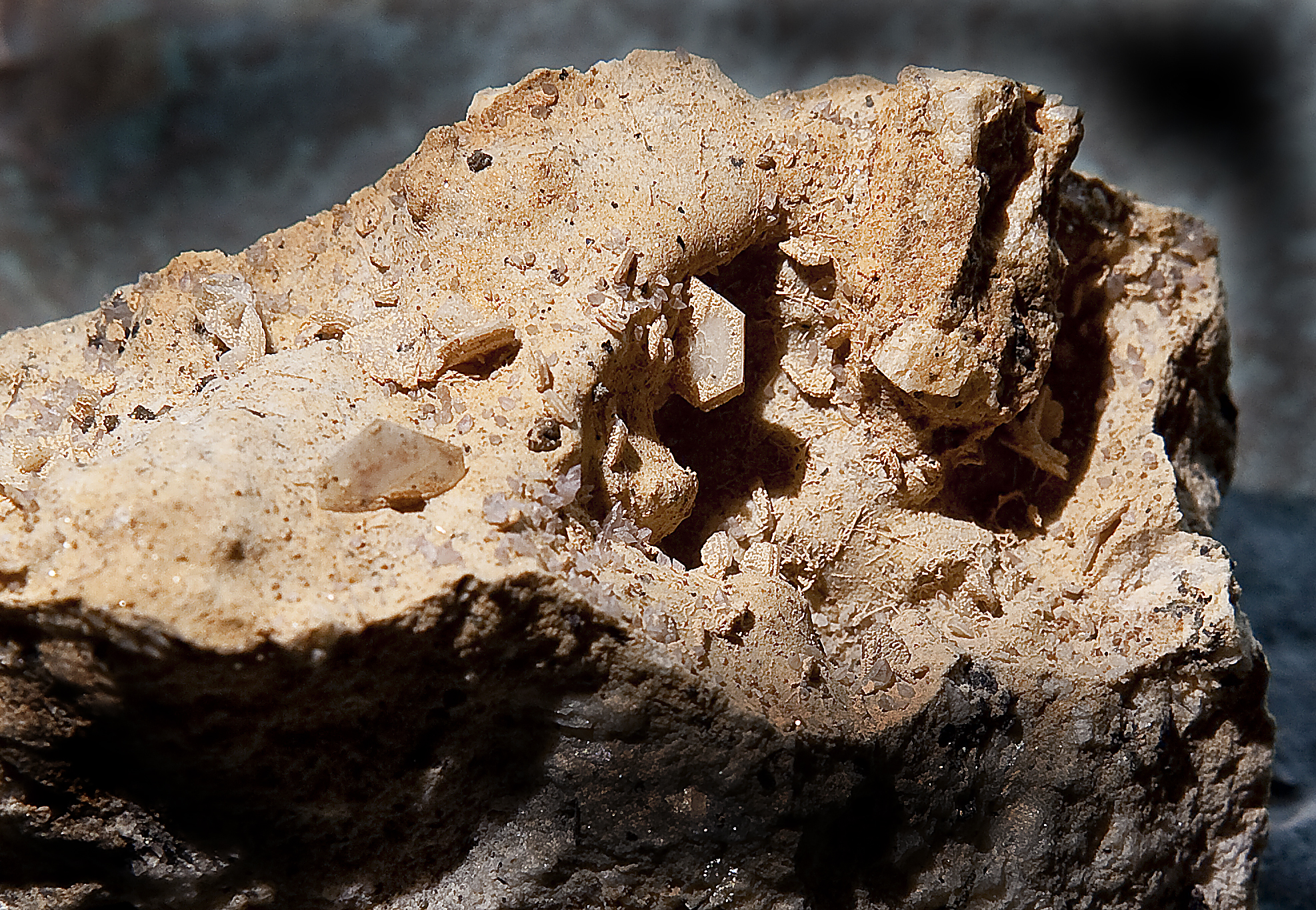
Tridimita

A tridimita ou tridimite (do grego Trydimos (tripleto) devido à ocorrência frequente de maclas com três cristais) é um mineral de silicato e um polimorfo de alta temperatura do quartzo. Sua fórmula química é SiO2. Ocorre em rochas vulcânicas ácidas de alta temperatura (riolitos, obsidianas, traquitos, andesitos e dacitos), também podendo ser encontrada em meteoritos. É difícil de identificar e raramente é visível em lâminas delgadas. 
Descrita pela primeira vez em 1868, a ocorrência tipo é em Hidalgo, México.

## Usos
Areia para moldes de fundição; fabricação de vidro, esmalte, saponáceos, dentifrícios, abrasivos, lixas, fibras ópticas, refratários, cerâmica, produtos eletrônicos, relógios; indústria de ornamentos; fabricação de instrumentos ópticos; fabricação de vasilhas químicas; refratários etc. Geralmente associada a cristobalita.